# Habropoda krishna
Habropoda krishna är en biart som beskrevs av Charles Thomas Bingham 1908. Habropoda krishna ingår i släktet Habropoda och familjen långtungebin. Inga underarter finns listade i Catalogue of Life.